# Michael Seybold
Michael Seybold (* 1. Oktober 1933 in Ensdorf; † 6. August 2005 in Ingolstadt) war ein deutscher römisch-katholischer Theologe.

## Leben
Am 10. Oktober 1958 wurde er in Rom zum Priester der Diözese Regensburg geweiht. Nach der Promotion 1962 an der Päpstlichen Universität Gregoriana und Habilitation 1966 in München war er Kooperator in Aiterhofen, Saal und Plattling. Am 1. Mai 1968 wurde er zum Professor für Fundamentaltheologie an der damaligen PTH Eichstätt ernannt, am 1. Oktober 1971 erhielt er den Lehrstuhl für Dogmatik. Am 1. Oktober 2001 wurde er emeritiert.

## Veröffentlichungen (Auswahl)
- Sozialtheologische Aspekte der Sünde bei Augustinus (= Studien zur Geschichte der katholischen Moraltheologie. Band 11). Pustet, Regensburg 1963, OCLC 655422043 (zugleich Dissertation, Gregoriana 1962).
- Im Menschen aber ist mehr. Gebete und Meditationen. Auer, Donauwörth 1966, OCLC 315674720.
- Glaube und Rechtfertigung bei Thomas Stapleton (= Konfessionskundliche und kontroverstheologische Studien. Band 21). Bonifacius-Druckerei, Paderborn 1967, OCLC 882522931 (zugleich Habilitationsschrift, München 1966).
- Gnade und Heil (= Christliches Leben heute. Themenkreis 1. Der Christ und sein Glaube. Band 18). Verlag Winfried-Werk, Augsburg 1973, OCLC 260027690.
- mit Alfred Gläßer (Hrsg.): Das „Lima-Papier“. Kontaktstudium 1984 über „Taufe, Eucharistie und Amt – die Konvergenzerklärungen der Kommission für Glauben und Kirchenverfassung des Ökumenischen Rates der Kirchen“ (= Extemporalia. Fragen der Theologie und Seelsorge. Band 2). Franz-Sales-Verlag, Eichstätt/Wien 1985, ISBN 3-7721-0078-3.
- (Hrsg.): Maria im Glauben der Kirche (= Extemporalia. Fragen der Theologie und Seelsorge. Band 3). Franz-Sales-Verlag, Eichstätt/Wien 1985, ISBN 3-7721-0080-5.
- mit Bernhard Mayer (Hrsg.): Die Kirche als Mysterium in ihren Ämtern und Diensten (= Extemporalia. Fragen der Theologie und Seelsorge. Band 5). Franz-Sales-Verlag, Eichstätt/Wien 1987, ISBN 3-7721-0096-1.
- (Hrsg.): Fragen in der Kirche und an die Kirche (= Extemporalia. Fragen der Theologie und Seelsorge. Band 6). Franz-Sales-Verlag, Eichstätt/Wien 1988, ISBN 3-7721-0102-X.
- (Hrsg.): Katholische Universität, Wesen und Aufgabe (= Extemporalia. Fragen der Theologie und Seelsorge. Band 11). Franz-Sales-Verlag, Eichstätt 1993, ISBN 3-7721-0144-5.